# Gros-de-Vaud
Gros-de-Vaud (fr. District du Gros-de-Vaud, niem. Bezirk Gros-de-Vaud) – okręg w zachodniej Szwajcarii, w kantonie Vaud. Siedziba administracyjna okręgu znajduje się w miejscowości Échallens. 

## Podział administracyjny
Okręg składa się z 36 gmin (commune) o powierzchni 232,20 km² i o liczbie mieszkańców 47 115.
1. Assens
2. Bercher
3. Bettens
4. Bottens
5. Boulens
6. Bournens
7. Boussens
8. Bretigny-sur-Morrens
9. Cugy
10. Daillens
11. Échallens
12. Essertines-sur-Yverdon
13. Etagnières
14. Fey
15. Froideville
16. Goumoëns
17. Jorat-Menthue
18. Lussery-Villars
19. Mex
20. Montanaire
21. Montilliez
22. Morrens
23. Ogens
24. Oppens
25. Oulens-sous-Échallens
26. Pailly
27. Penthalaz
28. Penthaz
29. Penthéréaz
30. Poliez-Pittet
31. Rueyres
32. Saint-Barthélemy
33. Sullens
34. Villars-le-Terroir
35. Vuarrens
36. Vufflens-la-Ville

## Zmiany administracyjne
- 1 stycznia 2009
  - przyłączenie gminy Malapalud do gminy Assens
- 1 lipca 2011
  - utworzenie gminy Goumoëns z gmin Eclagnens, Goumoens-la-Ville i Goumoens-le-Jux
  - utworzenie gminy Jorat-Menthue z gmin Montaubion-Chardonney, Peney-le-Jorat, Sottens, Villars-Tiercelin i Villars-Mendraz
  - utworzenie gminy Montilliez z gmin Dommartin, Naz, Poliez-le-Grand i Sugnens
- 1 stycznia 2013
  - utworzenie gminy Montanaire z gmin Chanéaz, Chapelle-sur-Moudon, Correvon, Denezy, Martherenges, Neyruz-sur-Moudon, Peyres-Possens, Saint-Cierges i Thierrens
- 1 lipca 2021
  - przyłączenie gminy Bioley-Orjulaz do gminy Assens